# Nain grotesque
Nain grotesque er en fransk stumfilm fra 1896 af Georges Méliès.